# Ansprand
Ansprand (657? – červen 712 Pavia) byl krátce v roce 712 králem Langobardů. Původně byl vévodou v Astii a regentem mladého krále Liutperta. Byl poražen turinským knížetem Raginpertem v bitvě u Novary a během následných bojů o dědictví v roce 702 utekl do exilu ke dvoru bavorského vévody Theudeberta.
Z roce 711 se vrátil s velkou armádou, ke které se připojilo mnoho mužů z Benátek. Následně se utkal v bitvě u Pavie s králem Aripertem II., kterého porazil. Král z bitvy utekl do svého hlavního sídla, kde se snažil shromáždit svůj poklad a v noci přejít do Galie, ale při útěku se utopil v řece Ticino. Následně byl Ansprand uznán panovníkem. Na trůn byl dosazen v březnu v roce 712, ale již v červnu téhož roku zemřel. Na trůn nastoupil jeho jediný přeživší syn Liutprand.